# 43M Turán III
Il 40M Turán I è stato un carro armato medio in forza all'Esercito ungherese nel corso della seconda guerra mondiale, derivato da un prototipo disegnato in Cecoslovacchia alla fine degli anni trenta come miglioramento del carro armato leggero LT vz. 35. Venduto dalla Germania nazista all'Ungheria, fu modificato in alcune sue componenti, prodotto a partire dal 1941 e immesso in servizio nel 1943 con le divisioni corazzate del paese; ebbe il battesimo del fuoco nella primavera 1944 e si dimostrò una macchina superata per l'armamento (un pezzo da 40 mm), la corazzatura e la tecnologia impiegata. Ne furono consegnati 235 o 285 esemplari, fabbricati a lento ritmo. Nonostante la sua arretratezza, fu il carro armato più diffuso e usato nell'Esercito ungherese.
Nel 1943 ne fu progettata una versione dotata di un cannone corto da 75 mm, della quale furono assemblate circa 140 unità: anche questo mezzo, denominato 41M Turán II, provò di essere del tutto obsoleto per i campi di battaglia del 1944. A corto di mezzi blindati, l'Ungheria basò sull'affidabile meccanica dello scafo il 43M Turán III equipaggiato con il cannone KwK 40 tedesco, un modello di cacciacarri (Zrínyi I) e il cannone d'assalto 43M Zrínyi II, l'unico a essere schierato in qualche decina d'esemplari.

## Storia

### Sviluppo
Nel dicembre 1937 la divisione tecnica della Škoda iniziò i lavori su un progetto di carro armato medio, derivato da quello del carro armato leggero LT vz. 35 e detto S-II-c. Si trattava di un mezzo dal peso in ordine di combattimento di 16,50 tonnellate, con una torretta girevole armata di un cannone Škoda A9 vz. 38 da 47 mm; doveva inoltre essere dotato di due mitragliatrici e montare un motore da 250 hp con cilindrata da 13,8 litri, superiore a quello dell'LT vz. 35. La corazzatura frontale fu un poco aumentata a 30 mm. L'esercito cecoslovacco, preoccupato dal clima internazionale sempre più teso, richiese immediatamente la fabbricazione di due prototipi che però erano ancora in costruzione quando, nell'ottobre 1938 e poi nel marzo 1939, la Wehrmacht procedette all'occupazione della Cecoslovacchia. I tedeschi acquisirono i due carri armati, li completarono e li collaudarono, dando loro la nuova denominazione T-21. In seguito decisero di apportare alcune migliorie al progetto iniziale e ordinarono alla Škoda di assemblare due altri prototipi, designati T-22.
Nel novembre 1940 il Regno d'Ungheria sottoscrisse il Patto tripartito e la Germania nazista offrì il T-22 all'Esercito magiaro, che aveva manifestato interesse per i veicoli. I mezzi giunsero nei primi mesi del 1941 nel paese e dopo alcune prove furono sottoposti a modifiche: la corazzatura frontale di torretta e scafo fu portata a 50 mm, il motore fu rimpiazzato da un modello ungherese già in uso sul carro armato leggero 38M Toldi e, infine, il cannone A9 da 47 mm fu rimpiazzato dal pezzo Škoda A17 da 40 mm (noto anche come 41M), l'arma anticarro standard dell'esercito e opportunamente modificata per l'installazione su veicolo. Lo stato maggiore fu soddisfatto dalle modifiche e il mezzo entrò in servizio con la denominazione "40M Turán I".
Il carro fu in seguito potenziato nella dotazione offensiva, sostituendo il pezzo da 40 mm con un cannone corto da 75 mm allo scopo di meglio contrastare i blindati sovietici. La conversione ebbe la denominazione "41M Turán II" ma si rivelò mediocre.

### Produzione
Il 40M Turán I fu fabbricato dall'ottobre 1941 a buona parte del 1944 dalle aziende Weiss Manfréd Acél- és Fémművek (70 esemplari), Waggongyár (70 esemplari), MÁVAG Diós-Győr (50 esemplari) e infine Ganz di Budapest (45 esemplari), per complessivi 235 esemplari. Due fonti parlano invece di 285 unità completate, senza specificare la ripartizione tra le varie ditte. La Manfréd e la MÁVAG si occuparono inoltre di fornire i cannoni e gli apparati motore. Nel biennio 1943-1944 queste ditte, o solo alcune di esse, furono coinvolte anche nella produzione del 41M Turán II, che si concluse alla quota di 139 esemplari. Le linee di montaggio, che avevano continuato a funzionare nonostante l'occupazione tedesca, chiusero definitivamente dopo alcuni bombardamenti aerei anglo-statunitensi e l'invasione dell'Ungheria da parte dell'Armata Rossa alla fine del 1944. Il totale di carri serie Turán oscilla tra 374 e 424 esemplari.

### Impiego operativo
I 40M Turán I cominciarono a essere distribuiti alle truppe solo all'inizio del 1943, dopo che la quasi totalità della componente corazzata schierata con la 2ª Armata ungherese era stata distrutta nel corso della terza offensiva sovietica sul fronte di Stalingrado. Nel dettaglio, formarono l'organico della ricostituita 1ª Divisione corazzata, della 2ª Divisione corazzata e alcuni reparti della 1ª Divisione di cavalleria; a partire dal 14-15 maggio 1943, sempre in queste unità, furono immessi in servizio anche i primi tre 41M Turán II. Il battesimo del fuoco avvenne solo nell'aprile 1944, quando la 2ª Divisione corazzata intervenne in Galizia, a fianco dell'Esercito tedesco, per frenare la progressione sovietica; nei violenti combattimenti andò perso 1/4 della componente blindata senza alcun risultato. L'armamento dei Turán si rivelò incapace di perforare i carri armati sovietici (per lo più T-34 e modelli dello Iosif Stalin) se non con uno sparo a bruciapelo e solo con il pezzo da 75 mm, mentre la corazzatura non garantiva loro protezione sufficiente alle distanze d'ingaggio dell'epoca e neppure contro i tiri a lunga gittata.
Dopo la pessima prova in Galizia, i Turán I e II continuarono a essere comunque adoperati in mancanza d'altro, visto che la Germania non era capace di produrre così tanti Panzer da equipaggiare l'alleata Ungheria; i comandanti ungheresi cercavano tuttavia d'evitare battaglie contro i mezzi sovietici se non era necessario. Entro la fine del 1944, tutti i Turán 40M e 41M erano stati messi fuori combattimento o distrutti.

## Caratteristiche

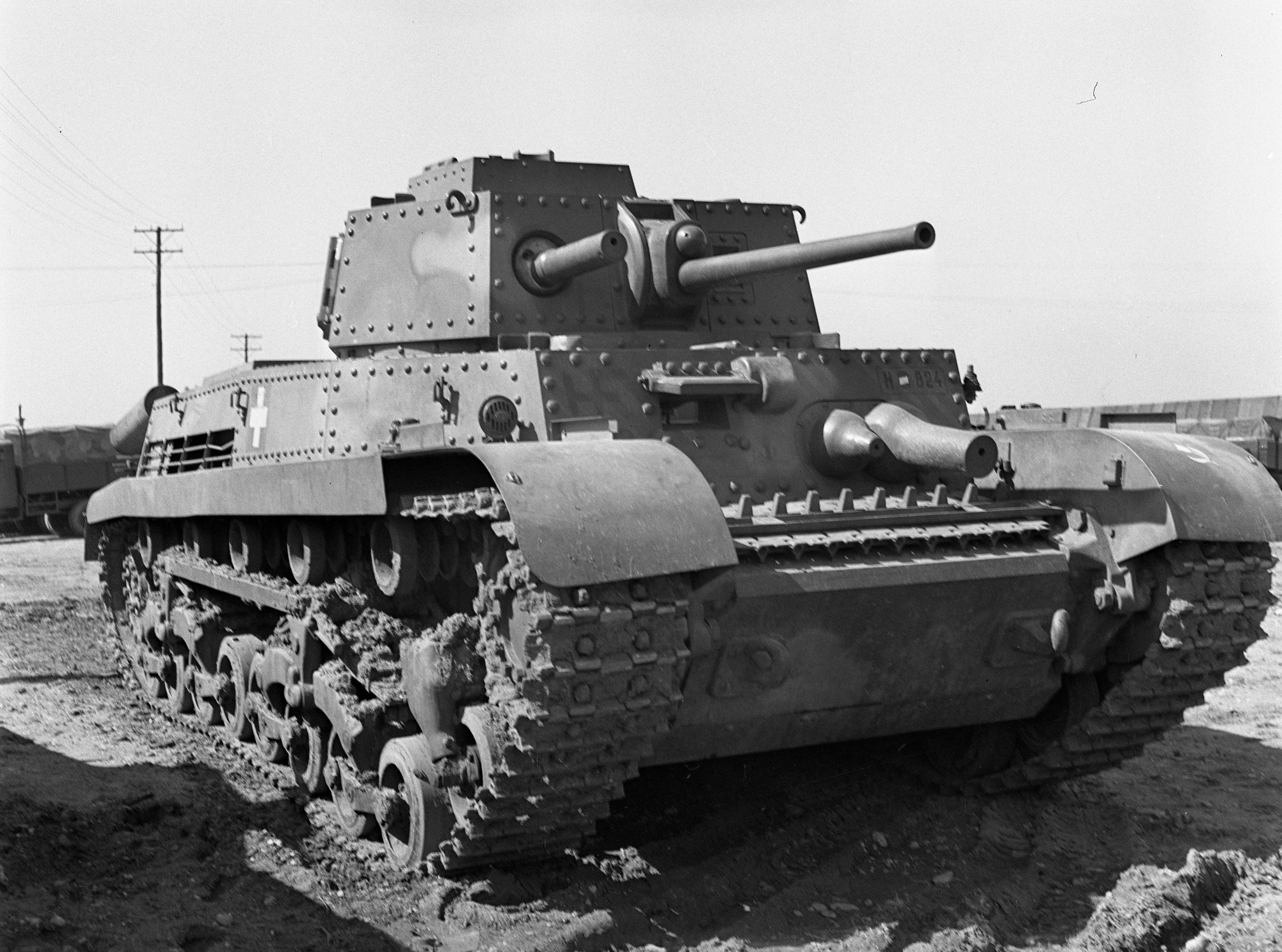
Vista frontale del mezzo: si distinguono bene la mitragliatrice in casamatta e la costruzione rivettata

Il 40M Turán I era un carro armato medio con equipaggio di cinque uomini. Nella torretta a pianta esagonale sedevano il comandante (sinistra posteriore), il cannoniere (sinistra anteriore) e il caricatore a destra, più arretrato rispetto a quest'ultimo. Cannoniere e caricatore disponevano ciascuno di un periscopio ruotabile in incamiciatura corazzata, mentre il capocarro usufruiva di due periscopi corazzati e girevoli installati sulla cupola; subito a sinistra del cannone era stato ricavato un oculo chiudibile, atto a utilizzare armi portatili dall'interno del carro. Nello scafo anteriore si trovavano a destra il pilota e alla sua sinistra un addetto alla mitragliatrice in casamatta, ciascuno con il rispettivo periscopio mobile con guaina corazzata; il pilota, inoltre, osservava l'esterno anche da una feritoia ricavata su un portelletto corazzato che, quando il mezzo non era in battaglia, era tenuto aperto. Tra questo e la postazione del mitragliere si trovava una seconda apertura per l'impiego di armi, di norma sigillata con un cappuccio corazzato. L'equipaggio entrava attraverso due portelloni ad anta singola sui lati della torre e dalla botola in due metà che chiudeva la cupola. Il Turán disponeva della radio R-5/a, la cui antenna era fissata all'angolo anteriore sinistro della sovrastruttura; i carri dei comandanti potevano accogliere una seconda radio nel retro della torre, al cui esterno si trovava un piccolo supporto per l'antenna relativa.

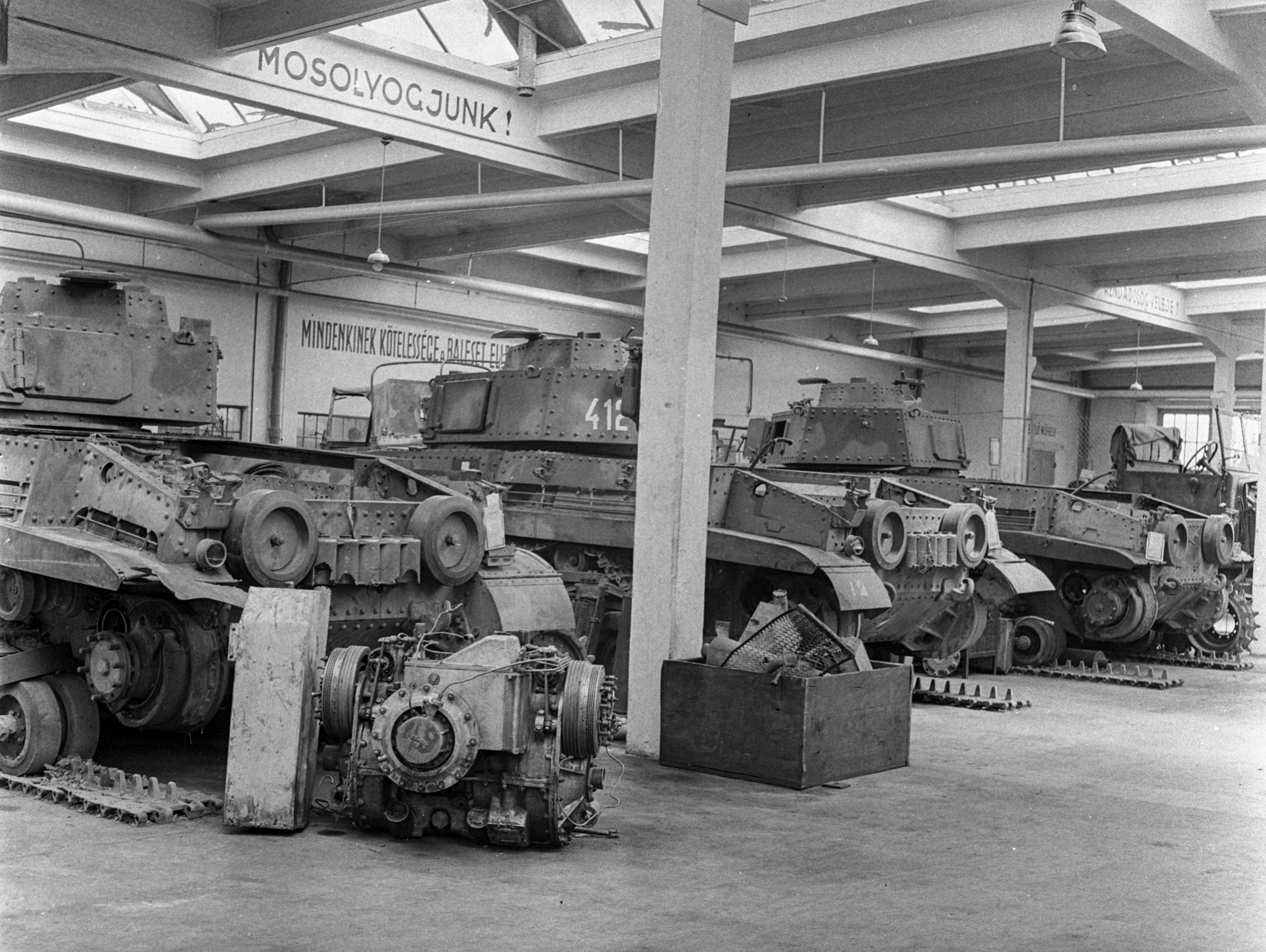
40M in manutenzione a Budapest; il motore del primo carro è stato rimosso e deposto a terra per ulteriori revisioni

Nel vano posteriore si trovava l'apparato motore, un Manfréd Weiss da 8 cilindri a V, cilindrata di 14,9 litri, erogante 260 hp a 2 200 giri al minuto: servito da serbatoi per complessivi 265 litri di benzina, era collegato a una trasmissione anteriore con cambio a tre velocità e tre retromarce (o sei marce avanti e sei indietro). Il raffreddamento del propulsore avveniva grazie a una presa d'aria superiore, spostata sulla destra dell'ampio pianale dello scafo, e a due altre griglie ai lati della sovrastruttura posteriore; sopra la parte terminale di queste erano state sistemate due marmitte, una per lato. La manutenzione era possibile grazie a un totale di cinque portelli vincolati a cardini, distribuiti sull'intera copertura del vano motore. La potenza arrivava alle ruote motrici anteriori che muovevano cingoli in acciaio larghi 420 mm, con maglie unite a secco e munite ciascuna di guida a dente centrali. Il treno d'appoggio era formato da otto ruote portanti a battistrada gommato, riunite a due a due mediante elementi orizzontali con perno; ognuna delle coppie era quindi vincolata a un braccio ricurvo che, libero di oscillare attorno a un perno, era assicurato all'estremità di un longherone inchiavardato al fianco dello scafo parallelamente al terreno: in corrispondenza della giuntura tra questa intelaiatura e ogni coppia di bracci (formanti un carrello) era inserita una sospensione a balestra. Infine erano presenti cinque doppi rulli superiori, una ruota di rinvio posteriore a doppia corona dentata che serviva a controllare la tensionatura dei cingoli, una nona ruota d'appoggio posta davanti alle altre e dotata di un proprio ammortizzatore. Il sistema di guida era quello convenzionale dell'epoca: ai lati del sedile del pilota vi erano due leve direzionali con freni integrati, di fronte, i pedali dell'acceleratore e della frizione; per sterzare, si premeva la frizione e si tirava la leva desiderata, bloccando il cingolo dipendente e svoltando così a destra o a sinistra.

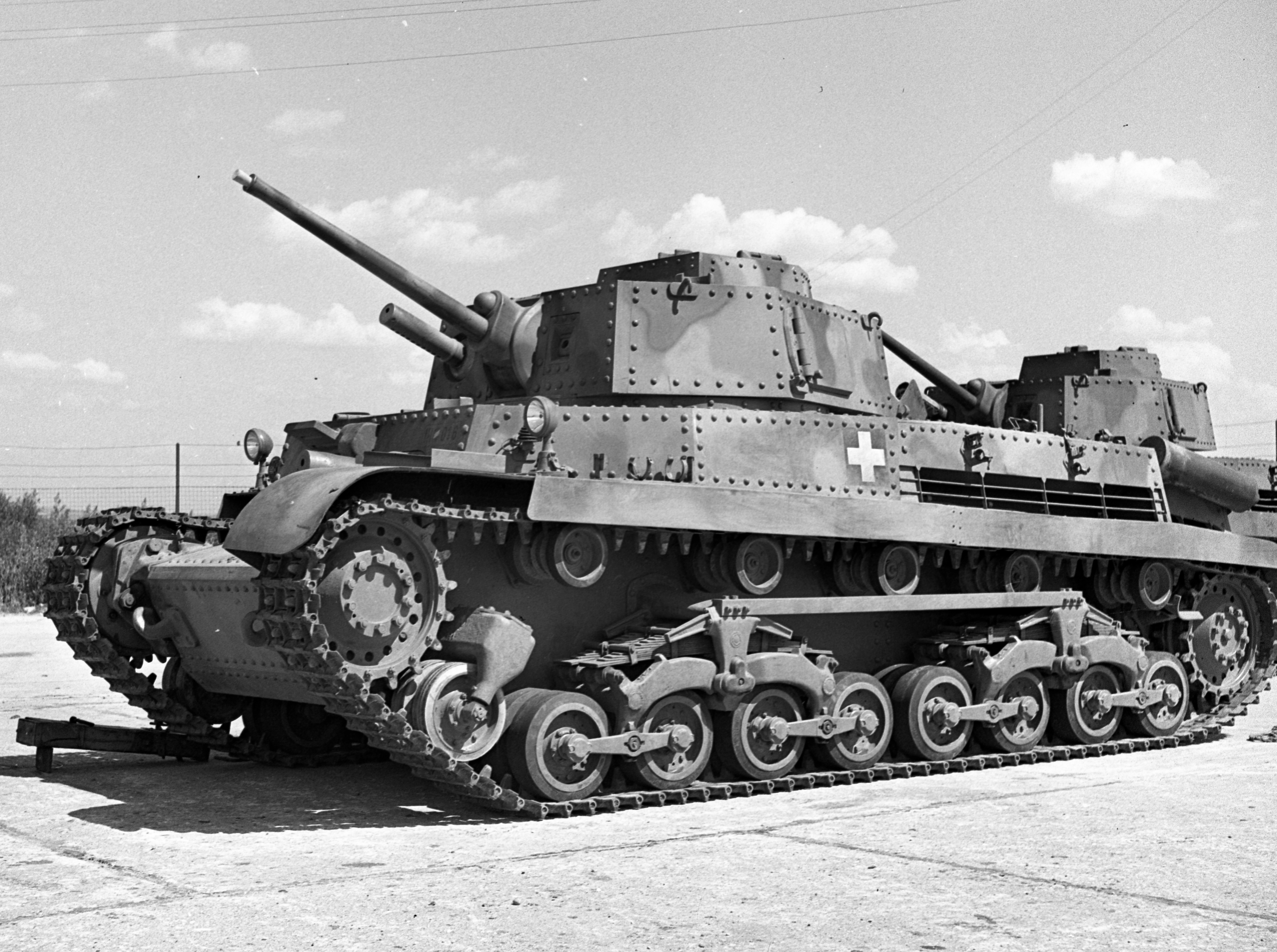
La vista laterale del Turán consente di apprezzare la complessa meccanica del treno di rotolamento, antiquato ma robusto

Il Turán era armato con il cannone 41M da 40 mm da 51 calibri (L/51), in torretta, e con due mitragliatrici 34/40.M da 7,92 mm, una coassiale al pezzo e l'altra nello scafo anteriore sinistro: entrambe erano inserite in supporti a sfera e avevano la canna rivestita con una guaina corazzata che, per quella nello scafo, era estesa anche al mirino disassato a destra. Il cannone 41M era la versione veicolare del pezzo anticarro standard della fanteria e poteva impiegare anche le munizioni del Bofors contraereo, del pari in servizio con l'esercito; il proiettile perforante pesante 880 grammi usato dal 41M era sparato a una velocità iniziale di 875 m/s. Da 100 metri era capace di penetrare una lastra corazzata inclinata di 30° di 51 mm; mantenendo l'inclinazione, la penetrazione diminuiva a 40 mm se lo sparo avveniva da 500 metri, 33 mm se da 1 000 metri, 25 mm da 1 500 metri e 19,5 mm da 2 000 metri. L'alzo del pezzo e della 34/40M coassiale era ottenuto manualmente e copriva da -10° a +25°; anche il brandeggio della torre era meccanico. La riserva di munizioni ammontava a 101 granate e 3 000 cartucce.
La corazzatura era formata da lastre in acciaio modellato e unite agli assali del telaio tramite rivetti, soluzione economica che andava a discapito della solidità. Era spessa 50 mm sullo scafo frontale, 40 mm sui lati verticali, 8 mm sul cielo e 25 mm per il fondo; non è nota quella posteriore. La torretta aveva corazza da 50 mm frontale, da 25 mm su fianchi e retro e da 13 mm sul tetto. Gli ultimi esemplari del 1944 furono dotati in fabbrica di piastre aggiuntive da 10 mm sul lato anteriore di scafo e torretta, nel tentativo di aumentare le probabilità di sopravvivenza e, al contempo, non affaticare eccessivamente il motore. Sul campo, invece, spesso furono aggiunte lamiere distanziate dalla corazza, a imitazione delle Schürzen adoperate dai Panzer III e IV.
Il Turán I era lungo 5,55 metri, alto 2,39 metri e largo 2,44 metri, con una luce libera (distanza tra fondo dello scafo e terreno) di 35 cm. In ordine di combattimento pesava 18,20 tonnellate; sviluppava una pressione specifica al suolo di 0,78 kg/cm² e godeva di un rapporto peso/potenza di 14,29 hp/t. Su strada piana e preparata raggiungeva la velocità massima di 47 km/h, mentre l'autonomia sulla stessa superficie a media velocità era di 165 chilometri con un consumo di 100 litri di carburante ogni 120 chilometri. Il carro gestiva pendenze sino a 45° calcolati dall'orizzontale e gestiva guadi fino a 0,90 metri, ostacoli verticali alti fino a 0,80 metri e fossati larghi 2,20 metri al massimo. Il raggio di sterzata era ampio 12 metri.

## Versioni

### 41M Turán II

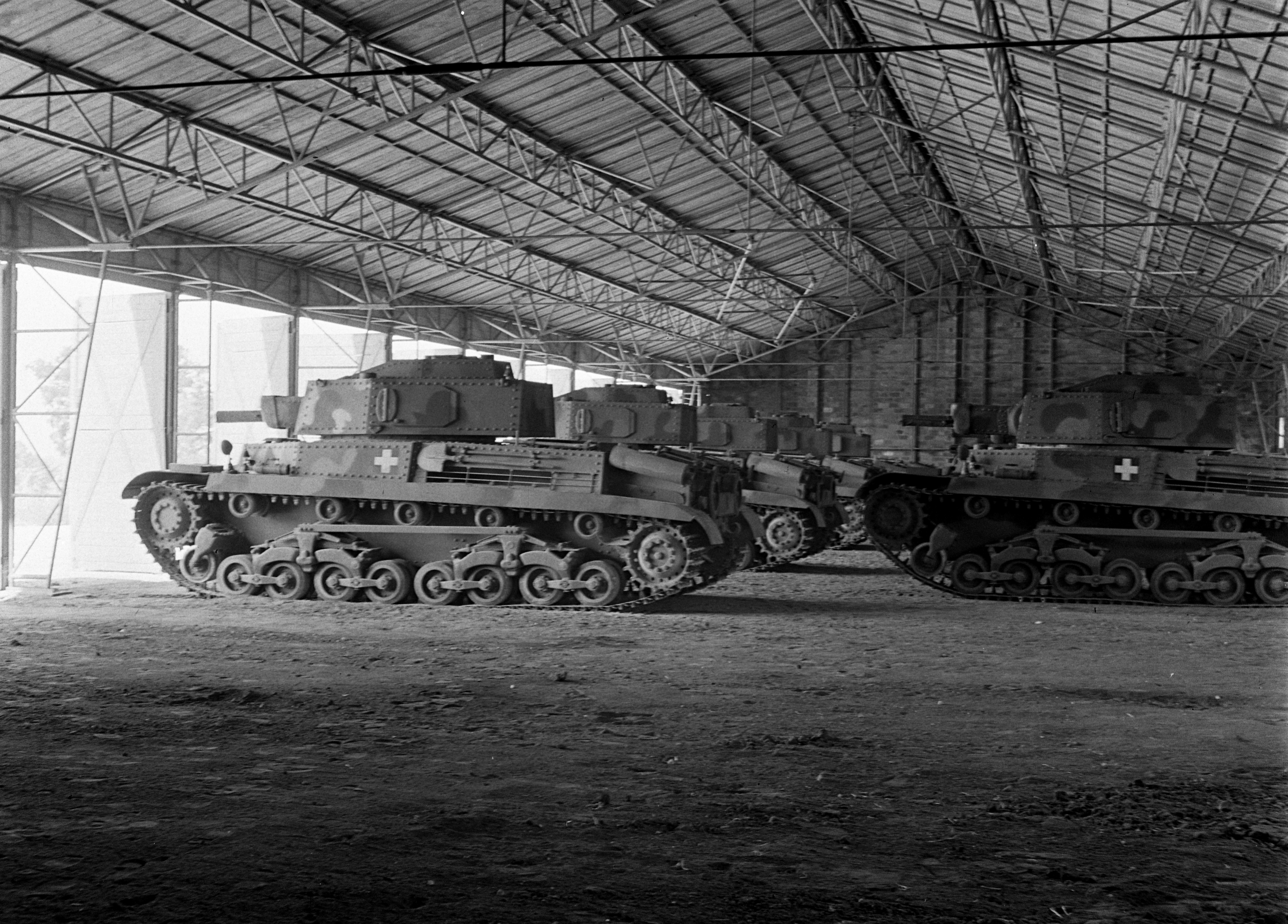
Un gruppo di 41M Turán II, versione aggiornata a un pezzo d'artiglieria in calibro 75 mm, allineato in deposito

Subito dopo la distruzione della 2ª Armata sul fronte orientale nel gennaio-febbraio 1943, lo stato maggiore si rese conto che i Turán I prossimi a entrare in servizio non avrebbero avuto possibilità contro i T-34 sovietici, a causa del modesto cannone da 40 mm che montavano. Perciò, la MÁVAG Diós-Győr fu incaricata di studiare un armamento più efficace. La ditta modificò il cannone da campagna Böhler M18 da 75 mm, ottenne il pezzo 41M da 75 mm L/25 e lo installò in torretta, che fu allargata e dotata di un esteso mantelletto inglobante in parte la canna; inoltre sul tetto apparve una caratteristica cupola smussata ad angolo acuto: il mezzo fu frettolosamente accettato dall'esercito ed ebbe la denominazione 41M Turán II nehez harckocsi ("carro armato pesante"), poi cambiata in 41M Turán 75 rovid nehez harckocsi ("carro armato pesante 75 corto").
Rispetto al 40M, questa versione era più pesante di una tonnellata in assetto da combattimento e perciò presentava una maggiore pressione al suolo (0,83 kg/cm²); le munizioni trasportabili assommavano a 56 granate e 1 800 cartucce. Meccanica, motorizzazione e corazzature rimasero invece identiche. Prodotto in 139 esemplari, il 41M Turán II debuttò in battaglia nell'aprile 1944 e si dimostrò un mezzo mediocre, facile preda dei corazzati sovietici pesanti che il suo pezzo da 75 mm, a bassa velocità iniziale, non era in grado di distruggere se non da molto vicino.

### 43M Turán III
Sempre nei primi mesi del 1943 e quasi in contemporanea alla progettazione del Turán II, lo stato maggiore ordinò un carro armato pesante equipaggiato con il KwK 40 L/43 fornito dalla Germania, per disporre di un veicolo realmente efficace sul campo; il pezzo fu modificato dagli ungheresi per sparare sia munizioni tedesche, sia granate speciali da loro ideate. Fu costruito un solo prototipo, denominato hasszu nehez harckocsi ("carro armato pesante lungo") e poi "43M Turán III": fornito di corazzatura più spessa, presentava una torretta ancora più larga, con cupola arretrata e sopraelevata che le dava un profilo peculiare. Per il resto rimase identico al Turán I. Il veicolo non fu mai prodotto in serie e fu distrutto in un momento imprecisato dell'invasione dell'Ungheria.

## Derivati

### Zrínyi I
Già nella seconda metà del 1942, la Weiss Manfréd ebbe disposizioni di progettare un cannone d'assalto e un cacciacarri sullo scafo del 40M Turán I. Il secondo ebbe come armamento il KwK 40 da 75 mm in una bassa sovrastruttura e un prototipo fu pronto nell'inverno 1943. Per la metà del 1944 fu impostata una linea di produzione e il mezzo ebbe la designazione semi-ufficiale "44M Zrínyi I"; tuttavia, l'invasione sovietica dell'Ungheria impedì ogni ulteriore sviluppo e l'unico esemplare andò perduto.

### 43M Zrínyi II
Il 43M Zrínyi II era il cannone d'assalto sperimentale creato in parallelo allo Zrínyi I. A differenza di questo, era armato con una versione veicolare di un obice da 105 mm, installato in una casamatta corazzata. Il semovente fu valutato e accettato dall'esercito nel gennaio 1943. Fu prodotto in circa settanta esemplari e si dimostrò il veicolo corazzato ungherese più riuscito della seconda guerra mondiale, combattendo in Galizia, nell'assedio di Budapest e anche in Slovacchia.